# Лосев, Валерий Анатольевич
Вале́рий Анато́льевич Ло́сев (28 февраля 1956, Таш-Кумыр, Джалал-Абадская область, Киргизская ССР, СССР) — советский волейболист и российский волейбольный тренер, игрок сборной СССР (1982—1989). Серебряный призёр Олимпийских игр 1988, чемпион мира 1982, двукратный чемпион Европы, восьмикратный чемпион СССР. Связующий. Заслуженный мастер спорта СССР (1986).

## Биография
Родился в Киргизии в семье геологов. После окончания средней школы поступил в Уральский горный институт и с 1975 года начал свою игровую карьеру выступлениями за команду «Уралэнергомаш» (Свердловск), за которую играл до 1980 (с перерывом в 1976—1977). С 1980 года — в команде ЦСКА. В её составе: восьмикратный чемпион СССР (1982, 1983, 1985—1990), бронзовый призёр союзного первенства 1984, трёхкратный победитель Кубка СССР (1982, 1984, 1985), шестикратный обладатель Кубка европейский чемпионов (1982, 1983, 1986—1989). В составе сборной Москвы в 1983 году стал серебряным призёром Спартакиады народов СССР.
С 1990 года играл за границей в командах «Эджзачибаши» (Стамбул, Турция) в 1990—1991 и «Форли» (Италия) в 1991—1993.
В сборной СССР в официальных соревнованиях выступал в 1982—1989 годах. В её составе: серебряный призёр Олимпийских игр 1988, чемпион мира 1982, серебряный призёр мирового первенства 1986, серебряный (1985) и бронзовый (1989) призёр розыгрышей Кубка мира, двукратный чемпион Европы (1985 и 1987), победитель Игр доброй воли 1986.
В 1995—2005 Валерий Лосев работает тренером, а в 2005—2008 — главным тренером женской волейбольной команды ЦСКА. Под его руководством армейская команда завоевала серебряные медали чемпионата России 2007 и Кубок России в 2006 году. В 2008 назначен главным тренером женской команды «Динамо» (Москва), чемпиона России и обладателя Кубка России 2009 года. 1 марта 2011 года по взаимному согласию сторон контракт был расторгнут. 16 января 2012 года назначен главным тренером женской команды «Динамо» (Краснодар).
С мая 2013 по февраль 2014 года возглавлял «Протон».

## Источник
- Волейбол. Энциклопедия/Сост. В. Л. Свиридов, О. С. Чехов. — Томск: Компания «Янсон», 2001.